# Moses Mawa
Moses Dramwi Mawa (Oslo, 4 agosto 1996) è un calciatore norvegese, attaccante dell'HamKam.

## Carriera
Mawa è cresciuto nelle giovanili dell'Oppsal, per poi entrare a far parte di quelle dell'Holmlia. Nella stagione 2013 ha esordito nella prima squadra di quest'ultimo club, all'epoca militante in 3. divisjon.
Nel 2015 è stato tesserato dal Lyn. Aggregato inizialmente alle giovanili, ha poi debuttato in 2. divisjon in data 28 giugno, 
schierato titolare nella sconfitta per 5-1 sul campo del Kjelsås. Il 2 agosto ha realizzato il primo gol, nella partita persa per 5-3 in casa del Grorud. Al termine di quella stessa stagione, il Lyn è retrocesso in 3. divisjon.
Mawa è passato quindi al Bærum, sempre in 2. divisjon, in vista del campionato 2016. Ha giocato la prima gara con la nuova maglia il 9 aprile, nella sconfitta interna per 0-1 subita contro il Kvik Halden. Il 23 aprile è arrivato il primo gol, nella vittoria per 5-0 sull'Ørn-Horten.
Dopo un biennio in forza al Bærum, Mawa si è accordato con il KFUM Oslo. Il 14 aprile 2018 è stato quindi il giorno del debutto in squadra, in cui ha realizzato una doppietta nella vittoria per 3-0 arrivata sul Vidar. Alla fine di quel campionato, il KFUM Oslo ha conquistato la promozione in 1. divisjon.
Il 31 marzo 2019 ha dunque potuto giocare la prima partita in questa nuova divisione, venendo impiegato da titolare nella sconfitta per 1-0 subita contro il Sandefjord. Il 7 aprile ha siglato la prima rete, in occasione della partita persa per 1-2 contro lo Start.
Il 29 luglio 2019, Mawa ha firmato un contratto valido fino al 31 dicembre 2022 con lo Strømsgodset: il trasferimento sarebbe stato ratificato a partire dal 1º agosto, alla riapertura del calciomercato locale. Ha debuttato in Eliteserien il 5 agosto, trovando anche una rete nella sconfitta casalinga per 1-3 arrivata contro il Bodø/Glimt.
Il 17 agosto 2021 si è trasferito al Kristiansund BK, a cui si è legato fino al 31 dicembre 2024. Il 22 agosto è arrivato il debutto, da titolare, in una partita persa per 3-0 in casa del Bodø/Glimt. Il 29 agosto ha trovato il primo gol, contribuendo ad una vittoria per 2-0 sul Molde.
Il Kristiansund BK è retrocesso in 1. divisjon al termine del campionato 2022. Mawa è inizialmente rimasto in squadra, per poi trasferirsi all'HamKam il 3 agosto 2023, tornando in Eliteserien: ha firmato un contratto triennale. Ha giocato la prima partita con la nuova maglia il 6 agosto, subentrando a Kobe Hernández-Foster nella sconfitta interna per 0-2 arrivata contro il Brann. Il 24 settembre successivo ha trovato il primo gol, nel pareggio per 1-1 contro il Sarpsborg 08.

## Statistiche

### Presenze e reti nei club
Statistiche aggiornate al 12 novembre 2023.
| Stagione               | Club                   | Campionato             | Campionato | Campionato | Coppe nazionali | Coppe nazionali | Coppe nazionali | Coppe continentali | Coppe continentali | Coppe continentali | Supercoppe | Supercoppe | Supercoppe | Totale | Totale |
| Stagione               | Club                   | Comp                   | Pres       | Reti       | Comp            | Pres            | Reti            | Comp               | Pres               | Reti               | Comp       | Pres       | Reti       | Pres   | Reti   |
| ---------------------- | ---------------------- | ---------------------- | ---------- | ---------- | --------------- | --------------- | --------------- | ------------------ | ------------------ | ------------------ | ---------- | ---------- | ---------- | ------ | ------ |
| 2013                   | Holmlia                | 3D                     | ?          | ?          | CN              | ?               | ?               | -                  | -                  | -                  | -          | -          | -          | ?      | ?      |
| 2014                   | Holmlia                | 4D                     | ?          | ?          | CN              | ?               | ?               | -                  | -                  | -                  | -          | -          | -          | ?      | ?      |
| Totale Holmlia         | Totale Holmlia         | Totale Holmlia         | ?          | ?          |                 | ?               | ?               |                    | -                  | -                  |            | -          | -          | ?      | ?      |
| 2015                   | Lyn                    | 2D                     | 14         | 6          | CN              | 0               | 0               | -                  | -                  | -                  | -          | -          | -          | 14     | 6      |
| 2016                   | Bærum                  | 2D                     | 26         | 12         | CN              | 2               | 0               | -                  | -                  | -                  | -          | -          | -          | 28     | 12     |
| 2017                   | Bærum                  | 2D                     | 24         | 6          | CN              | 2               | 0               | -                  | -                  | -                  | -          | -          | -          | 26     | 6      |
| Totale Bærum           | Totale Bærum           | Totale Bærum           | 50         | 18         |                 | 4               | 0               |                    | -                  | -                  |            | -          | -          | 54     | 18     |
| 2018                   | KFUM Oslo              | 2D                     | 26+4       | 13+2       | CN              | 3               | 2               | -                  | -                  | -                  | -          | -          | -          | 33     | 17     |
| gen.-lug. 2019         | KFUM Oslo              | 1D                     | 15         | 10         | CN              | 3               | 3               | -                  | -                  | -                  | -          | -          | -          | 18     | 13     |
| Totale KFUM Oslo       | Totale KFUM Oslo       | Totale KFUM Oslo       | 41+4       | 23+2       |                 | 6               | 5               |                    | -                  | -                  |            | -          | -          | 51     | 30     |
| ago.-dic. 2019         | Strømsgodset           | ES                     | 14         | 4          | CN              | -               | -               | -                  | -                  | -                  | -          | -          | -          | 14     | 4      |
| 2020                   | Strømsgodset           | ES                     | 30         | 6          | -               | -               | -               | -                  | -                  | -                  | -          | -          | -          | -      | -      |
| gen.-ago. 2021         | Strømsgodset           | ES                     | 12         | 0          | CN              | 1               | 0               | -                  | -                  | -                  | -          | -          | -          | 13     | 0      |
| Totale Strømsgodset    | Totale Strømsgodset    | Totale Strømsgodset    | 56         | 10         |                 | 1               | 0               |                    | -                  | -                  |            | -          | -          | 57     | 10     |
| ago.-dic. 2021         | Kristiansund BK        | ES                     | 15         | 5          | CN              | 1               | 0               | -                  | -                  | -                  | -          | -          | -          | 16     | 5      |
| 2022                   | Kristiansund BK        | ES                     | 7          | 0          | CN              | 1               | 1               | -                  | -                  | -                  | -          | -          | -          | 8      | 1      |
| gen.-ago. 2023         | Kristiansund BK        | 1D                     | 9          | 2          | CN              | 2               | 0               | -                  | -                  | -                  | -          | -          | -          | 11     | 2      |
| Totale Kristiansund BK | Totale Kristiansund BK | Totale Kristiansund BK | 31         | 7          |                 | 4               | 1               |                    | -                  | -                  |            | -          | -          | 35     | 8      |
| ago.-dic. 2023         | HamKam                 | ES                     | 12         | 2          | CN              | -               | -               | -                  | -                  | -                  | -          | -          | -          | 12     | 2      |
| Totale                 | Totale                 | Totale                 | 204+4+     | 66+2+      |                 | 15              | 6               |                    | -                  | -                  |            | -          | -          | 223+   | 74+    |